# Богданов-Березовский, Михаил Валерьянович
Михаил Валерьянович Богданов-Березовский (1867 — 8 (21) декабря 1919, Петроград) — русский отоларинголог и дефектолог.

## Биография
Всю свою жизнь посвящает вопросам изучения, лечения и организации воспитания и обучения людей с нарушениями слуха.
Защитил докторскую диссертацию по медицине. Работал приват-доцентом Военно-медицинской академии в Санкт-Петербурге.
Работал врачом в Петербургском училище глухонемых. В 1897 году в клинике профессора Н. П. Симановского начал клинико-педагогические исследования, посвящённые изучению и развитию слухового восприятия у людей с нарушением слуха. С момента создания Попечительства о глухонемых входил в него как член комитета; кроме того редактировал журнал «Вестник Попечительства о глухонемых».
М. В. Богданов-Березовский возглавлял специальную кафедру, занимавшуюся проблемами педагогики глухонемых в Петербургском психоневрологическом институте.
Умер 8 декабря 1919 года. Похоронен 11 декабря на Митрофаниевском кладбище.

## Вклад в развитие отечественнойсурдопедагогики
М. В. Богданов-Березовский проводил значительные клинико-педагогические исследования.

### Основной научный труд

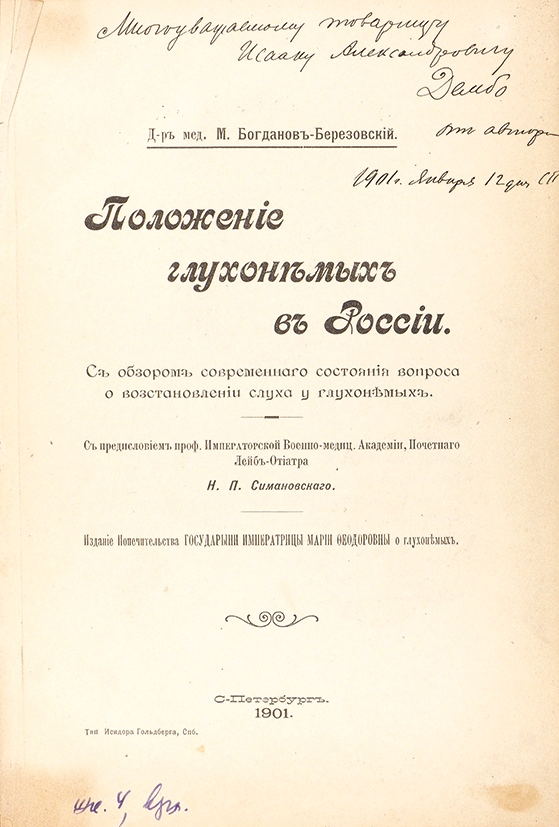
Титульный лист книги Положение глухонемых в России с дарственной надписью автора.

В 1901 году выходит его фундаментальный труд «Положение глухонемых в России: с обзором современного состояния вопроса о восстановлении слуха у глухонемых». Работа касается разных сторон проблемы глухонемоты в России: демография, воспитание, лечение. Много места посвящено исследованию глухонемых детей, проведенного автором. Автор отмечает, что ещё в прошлом веке медицина пренебрежительно относилась к лечению людей с нарушением слуха, и помощь глухонемым со стороны врачей практически не оказывалась. В последнее время, благодаря развитию науки, по мнению автора ситуация изменилась. «К счастью, теперь, благодаря целому ряду работ выдающихся физиологов и врачей, отиатрия поднялась на достаточную высоту, почувствовала под ногами твёрдую научную почву, и с этого времени круг деятельности и компетенции ушных врачей должен значительно расшириться. И самым широким и многообещающим полем их деятельности должны быть глухонемые». В своей работе М. В. Богданов-Березовский касается разнообразных вопросов воспитания и обучения глухонемых, его необходимости, дифференциальной диагностики глухонемоты.
Он резко критикует бытующие в обществе взгляды о бесполезности воспитания и обучения глухонемых. Опровергая мнение о коренных отличиях глухонемого человека от слышащего, он пишет: «Кто же дал нам право ставить такие преграды к духовному развитию глухонемых, духовная и психическая организация которых почти такова же, как и у людей нормальных».
Касаясь вопросов дифференциальной диагностики глухонемых, поступающих в учебные заведения, М. В. Богданов-Березовский отмечает, что часто в училища для глухонемых попадают дети с «психической глухотой», которые слышат речь, но не понимают её из-за поражения центра Wernike в головном мозге. Отметим, что если говорить в современных терминах, речь идёт о детях с сенсорной алалией. М. В. Богданов-Березовский отмечает вред попадания таких детей в училища для глухонемых. «При поступлении в школу глухонемых детей с психической глухотой нам, врачам, следует убеждать родителей учить их дома среди слышащих особыми педагогическими приёмами, выставляя на вид весь вред, который могут принести таким детям их глухонемые товарищи». Проводя дифференциальную диагностику среди людей, страдающих глухотой, автор выделяет целую группу глухонемых, имеющих те или иные нарушения в головном мозге. «У большинства глухонемых мы находим или частичные афазии, или частично выраженную психическую глухоту, или расстройство чувствительности или повышенную рефлекторную деятельность, или какие-либо иные признаки страданий головного мозга». Автор отмечает редкость абсолютной глухоты: «Если бы мы устроили такой нормальный тип школы для глухонемых, в которую принимали бы только действительно глухих, и стали бы ближе наблюдать их, то увидели бы, что даже и среди них, безусловно глухих нет почти вовсе». Учитывая различия в состоянии слуха у разных людей, относимых обычно к одной категории «глухонемые», М. В. Богданов-Березовский предлагает: «…не следует ли учеников с остатками слуха удалять из школ глухонемых или, по крайней мере, составлять из них особые классы?».
М. В. Богданов-Березовский указывает на крайнюю неразработанность важной проблемы развития слухового восприятия у глухонемых людей в России. «Слуховые упражнения у глухонемых в русских училищах применялись далеко не в широких размерах, а результаты их на страницы врачебной печати, к сожалению, не попали». Исследований, направленных на изучение влияния слуховых упражнений на развитие глухонемых, по мнению автора, крайне мало. «Что же касается до слуховых упражнений, то бедность наблюдений в этом отношении в России резко бросается в глаза всякому, занимающемуся этим делом». В связи с тем, что М. В. Богданов-Березовский видел большие возможности в развитии слухового восприятия у глухонемых, он приступил к исследованиям в этой области.

### Эксперимент по развитию слухового восприятия
В 1897 году в клинике профессора Н. П. Симоновского М. В. Богданов-Березовский приступает к клинико-педагогическим исследованиям, посвящённым изучению и развитию слухового восприятия у людей с нарушением слуха. Автор на примере глухонемого ребёнка, которого он изучал длительное время и проводил с ним слуховые упражнения, показывает эффективность развития слухового восприятия. На момент обследования глухонемой мальчик 16 лет практически не воспринимал речь на слух. Больной показывал лишь возможность воспринимать музыкальные инструменты (музыкальная скалка, органная трубка, свисток). Исследователь приступил к слуховым упражнениям с мальчиком. «… начаты были мною слуховые упражнения в гласных звуках, сперва с помощью простой гуттаперчевой слуховой трубки. Занятия велись 2 месяца… За это время была проведена через оба уха вся русская азбука и односложные слоги. Летом 1897 г. мальчик выучился писать… мальчик стал слышать все громко произносимые над самым ухом даже и сложные слоги и до 50 простейших слов. Камертонное исследование дало расширение границы слуха приблизительно на ½ октавы вверх для обоих ушей». Помимо слуховых упражнений исследователю пришлось заниматься общим психическим развитием ребёнка, поскольку оно находилось на очень низком уровне, что тормозило и работу по развитию слуха. Приходилось объяснять, что такое пространство и время, добро и зло и пр. Занятия по развитию познавательных способностей ребёнка шли с успехом. Также были видны значительные улучшения состояния слуха.
«В настоящее время мальчик слышит на правое ухо знакомые ему фразы на расстоянии от двух до трёх аршин; по слогам же может повторить и всякое незнакомое ему слово. Левое ухо воспринимает громкую и знакомую речь лишь у самой ушной раковины. Лексикон его доведён до 200 с лишком слов. В отношении слуха на музыкальные тона в данное время мальчик слышит все имеющиеся в наборе Bezold’а камертоны на оба уха». В 1897 г. с разрешения почётного опекуна И. Н. Мердера, попечителя Санкт-Петербургского училища глухонемых, занятия по развитию слухового восприятия, проводимые М. В. Богдановым-Березовским, были перенесены на воспитанников училища. Под его руководством в дальнейшем, занятия проводили специалисты: Языкова и Рауда. Подводя итоги своих исследований глухонемых за несколько лет, М. В. Богданов-Березовский отмечает: «… из наблюдений над слухом глухонемых, которые прошли через мои руки, за последние 3 года, я вынес твёрдое и ясное убеждение в возможности улучшать слуховую способность путём словесных и музыкальных упражнений…».